# JOIDES・リゾリューション
JOIDES・リゾリューション（ジョイデス・リゾリューション、JOIDES Resolution）は地質学、海洋学研究のために運用された深海掘削船である。1985年から深海掘削調査を開始した。グローマー・チャレンジャーの後継船である。愛称はJR。
1978年にハリファックスでSedco/BP 471として進水し、ブリティッシュ・ペトロリアムとシュルンベルジェの石油掘削のために設計され、運用されていた。1984年に深海掘削調査船となり、ジェームズ・クックが探検に用いた、18世紀のイギリスの帆船、レゾリューションに因んで改名された。1985年1月から海洋掘削を始めた。
2009年2月から研究室を大規模な改装と乗員を1/4にして再び就役した。

## 仕様
- 長さ： 143メートル
- 幅： 21メートル
- 最大掘削深度： 9,150メートル
- 掘削櫓の高さ： 61.5メートル
- 掘削櫓の最大荷重： 650トン
- 乗組員： 65人（さらに最大50人の科学者や技術者が乗船できる）

## 統合国際深海掘削計画での達成
| 調査完了 | 運用日数 | 距離         | 訪問箇所数 | 掘削孔 | 採取されたコア |
| -------- | -------- | ------------ | ---------- | ------ | -------------- |
| 10回     | 819日    | 28,796マイル | 34箇所     | 104個  | 1,826本        |

| 北端    | 南端   | 最浅部  | 最深部  | 最深孔  | 採取したコアの総延長 |
| ------- | ------ | ------- | ------- | ------- | -------------------- |
| 北緯67° | 北緯7° | 1,272 m | 3,885 m | 1,507 m | 12,466 m             |

## 国際深海掘削計画での達成
| 調査完了 | 運用日数 | 距離          | 訪問箇所数 | 掘削孔  | 採取されたコア |
| -------- | -------- | ------------- | ---------- | ------- | -------------- |
| 111回    | 6,591日  | 355,781マイル | 669箇所    | 1,797個 | 35,772本       |

| 北端      | 南端      | 最浅部 | 最深部  | 最深孔  | 採取したコアの総延長 |
| --------- | --------- | ------ | ------- | ------- | -------------------- |
| 北緯80.5° | 南緯70.8° | 37.5 m | 5,980 m | 2,111 m | 222,704 m            |